# Panyubarangan
Panyubarangan is een bestuurslaag in het regentschap Dharmasraya van de provincie West-Sumatra, Indonesië. Panyubarangan telt 2524 inwoners (volkstelling 2010).